# ينس لوند (نحات)
ينس لوند (بالدنماركية: Jens Lund)‏ هو نحات دنماركي، ولد في 6 فبراير 1873، وتوفي في 30 مايو 1946.